# Troisième vague féministe
Pour les articles homonymes, voir Troisième vague.
 (février 2013).

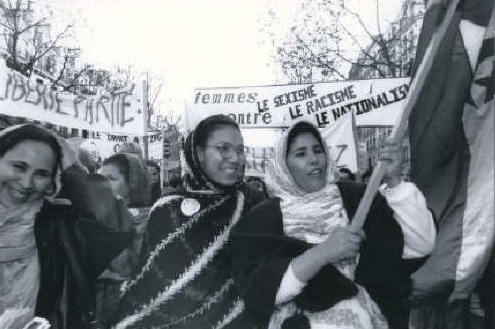
Manifestation à Paris, France, pour les droits des femmes (novembre 1995).

La troisième vague féministe est un large ensemble de revendications politiques et de pratiques artistiques, mises en avant à partir des années 1990 aux États-Unis d'abord puis dans le reste du monde occidental par la suite par des militantes féministes. Cette vague est marquée par son caractère transnational.

## Présentation
Le terme « troisième vague féministe » marque sa rupture avec la deuxième vague avec entre autres comme différences l'importance accordée à la diversité au sein des groupes, notamment par une meilleure visibilité occupée par les femmes considérées comme doublement marginalisées ou stigmatisées — femmes de couleurs, autochtones, lesbiennes, prostituées, transgenres, handicapées, ou encore grosses, pour ne nommer que ces groupes.
La diversité se traduit aussi sur le plan des tactiques et des modes d'expressions. Ainsi, le militantisme au quotidien, par les choix de consommation notamment, est perçu comme une forme d'engagement aussi valable que d'autres formes plus collectives, par exemple les manifestations politiques dans la rue. Ensuite, des champs nouveaux sont investis massivement par ces nouvelles féministes — l'espace médiatique notamment, à travers des actions dirigées contre la publicité sexiste — entre autres par le groupe new-yorkais Guerrilla Girls. Ces champs nouveaux sont également investis à travers la production de fanzines ou de blogues sur Internet. Cette volonté de se réapproprier des espaces — marqués traditionnellement par les hommes — est particulièrement éloquente à travers l'émergence de nouveaux mouvements culturels, le Riot grrrl, par exemple. Associé à la scène musicale d'Olympia, une ville de l'État de Washington, ce mouvement empruntant au rock et au punk s'est étendu au fil des années 1990 à l'Occident au complet, et ce, sans que son développement n'ait besoin de passer par les réseaux traditionnels de l'industrie musicale. En parallèle au Riot grrrl, des festivals appelés Ladyfest ont essaimé un peu partout en Occident, également dans l'optique de créer un espace autonome où les femmes artistes pourraient performer musicalement ou d’autres manières, sans devoir faire de compromis artistique ou idéologique imposés par l’industrie du show business, et sans devoir subir le machisme lié à certains groupes rock et punk, comme les Pink Floyd avec Don’t Leave Me Now[source insuffisante].
Au niveau théorique, et c'est là une des grandes différences avec les deux premières vagues, la nouvelle vague féministe ne s'est pas constituée en un mouvement homogène et cohérent, dotée d'une ligne idéologique claire, d'où la difficulté, voire l'impossibilité, d'en faire un portrait bien défini et fixe dans le temps. Certaines voix réfutent même l'existence d'une dite nouvelle vague, et parlent plutôt de la « deuxième vague, épisode 2 »[réf. souhaitée].

## Origine épistémologique

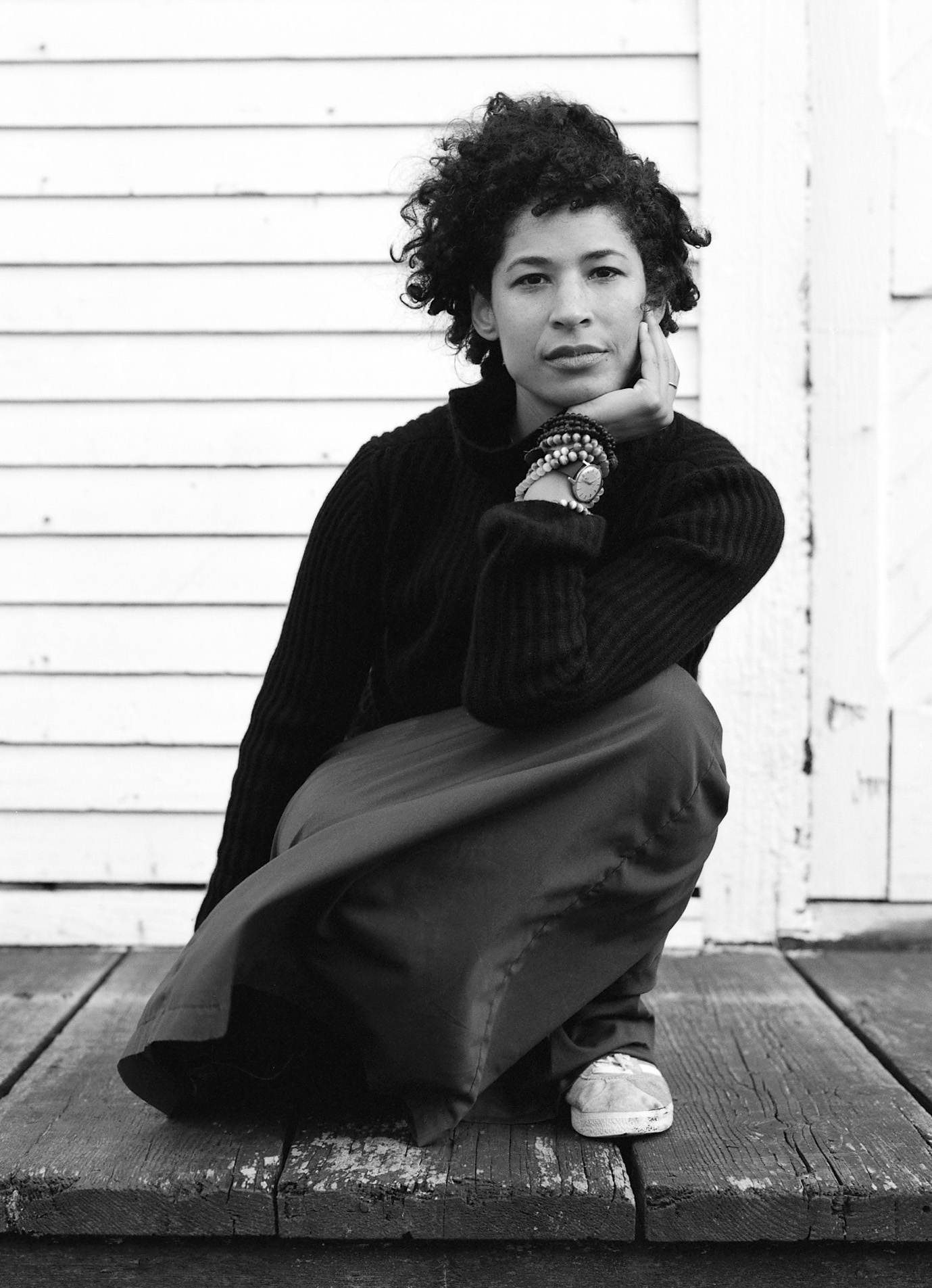
Rebecca Walker (en 2003), à qui la maternité du terme « troisième vague » est attribuée.

En 1982, l'Américaine Elizabeth Sarah popularise à travers son ouvrage, Reassessments of « First Wave », la métaphore de la vague pour qualifier les phases successives du féminisme moderne.
C'est ainsi que le combat des femmes en faveur du droit de vote des femmes — aussi appelé le mouvement des suffragettes — qui s'active à la fin du XIXe siècle et dans la première moitié du XXe siècle, deviendra la première vague du féminisme. Son objectif large était de réformer les institutions, de façon que les hommes et les femmes deviennent égaux aux yeux de la loi.
À partir du milieu des années 1960 et pendant les années 1970, un nouveau féminisme fait surface, et rejette cet idéal d'égalité « dans » le système social. Pour les féministes de cette deuxième vague, aucune égalité entre les sexes ne peut être obtenue à l'intérieur du présent système « patriarcal », sinon quelques compromis temporaires qui seraient perpétuellement menacés. Pour la plupart, la solution est donc de renverser ce système, le patriarcat, et d'instaurer de nouvelles valeurs et de nouveaux rapports entre les sexes. L'heure est à la révolution, à pointer du doigt la phallocratie. Aussi les différentes appellations utilisées pour nommer le renouveau féministe y font écho : féminisme radical, mouvement de libération des femmes, néo-féminisme, féminisme marxiste, etc. : le Nouvel Hollywood (1969-1980) avec ses excès, les libertés de ses mœurs mais aussi son idéalisme en est la parfaite illustration[réf. nécessaire].
La première à parler d'une troisième vague féministe est l'Américaine Rebecca Walker en 1992. Dans un article intitulé Becoming the Third Wave, elle fait remonter l'émergence de cette nouvelle génération au début des années 1980, quand des militantes noires toujours plus nombreuses — Gloria Anzaldúa, bell hooks, Chela Sandoval, Cherrie Moraga et Audre Lorde entre autres — s'élèvent contre le caractère blanc et bourgeois du féminisme radical. S'interrogeant elles aussi sur la date de naissance de la troisième vague, certaines penseuses « influencées par le caractère résolument mondial du féminisme en ce moment, parlent plutôt de 1985, qui mettait fin à la décennie des femmes décrétée par l'ONU et qui marquait la minorisation des femmes blanches occidentales dans les rassemblements internationaux, notamment à Nairobi », note l'auteur Micheline Dumont dans un recueil de textes publié au Québec.
Dialogues sur la troisième vague féministe, ce même recueil paru en 2005, constitue par ailleurs un des premiers ouvrages en français à s'intéresser spécifiquement au concept de troisième vague. L'appellation tarde en effet à s'implanter dans le vocabulaire courant des féministes francophones, dont plusieurs préféraient jusque là l'utilisation du terme « jeunes féministes » pour décrire la nouvelle mouvance. Autre manifestation de ce décalage, les œuvres-phares de la troisième vague sont rarement traduites en français, ou sinon elles le sont avec un délai d'une dizaine d'années. Ainsi, la traduction de Gender Trouble, le célèbre essai de la féministe Judith Butler, sorti aux États-Unis en 1990, accuse un retard d'une quinzaine d'années avec sa parution en français en 2005 seulement.

## Aspirations et objectifs
Selon l'ouvrage européen Le siècle des féminismes, l’emploi du mot « vague », pour décrire l'évolution du féminisme au fil du XXe siècle, reflète « une métaphore à laquelle correspondent chaque fois une aspiration, des objectifs nouveaux et des pratiques spécifiques ».

### Contexte différent
Une des écrivaines ayant le plus écrit sur la troisième vague, Barbara Findlen, décrit en ces termes la conjoncture particulière dont les génération X et génération Y sont issues : « cette génération a été modelée par des événements et circonstances uniques, propres à notre époque : le VIH/sida ; les assauts contre le contrôle des naissances ; le recul de l'action positive (affirmative action) ; la visibilité croissante des diverses formes de famille ; l'avancée des études féministes ; la montée des technologies, de la consommation et des médias de masse ; le multiculturalisme ; l'affirmation d'une conscience planétaire ; l'ascension du mouvement lesbien/gay/bi/trans ; une meilleure connaissance de la sexualité ; et finalement le féminisme, qui était déjà dans notre enfance une force social majeur. Toutes ces réalités ont alimenté et formé nos approches du féminisme ».
Le cadre de vie dans lequel ont grandi les filles nées après le baby-boom devient autrement dit plus complexe et éclaté que celui-ci de leurs prédécesseurs. Sur le plan sociologique, il n'existe plus de grille d'analyse générale capable d'englober à elle seule et d’expliquer à elle seule tous les phénomènes qui affectent toutes les personnes, hommes ou femmes, comme s'y sont essayées les grandes idéologies universelles au XXe siècle, notamment l'idéologie marxiste[réf. souhaitée]. Dans un tel contexte, la catégorie universelle « femme » elle-même perd ainsi une certaine acuité pour expliquer l'oppression vécue par les femmes, ou du moins elle n'est plus le seul paramètre à considérer, selon les penseurs de la troisième vague.

### Renouvellement
Un des apports de la nouvelle pensée féministe est justement de promouvoir l'analyse intersectionnelle, qui prend en compte les multiples catégories et identités qui peuvent stigmatiser une personne. À la défense de cette intersectionnalité, l'Institut canadien de recherches sur les femmes publie ces affirmations : « Dans l'ensemble, la deuxième vague féministe a laissé de côté beaucoup de femmes. Durant toute cette période, les mouvements de femmes minoritaires ont contesté l'hypothèse selon laquelle les femmes blanches de classe moyenne pouvaient prétendre représenter toutes les femmes, alors qu'un grand nombre ne parvenaient pas à s'identifier à cette définition homogène. (…) Selon ces féministes, la race, l'ethnicité, les sexualités, la classe sociale et le pays d'origine sont des facteurs tout aussi importants, sinon plus importants, pour déterminer la manière dont les femmes vivent et dont la société les définit ».

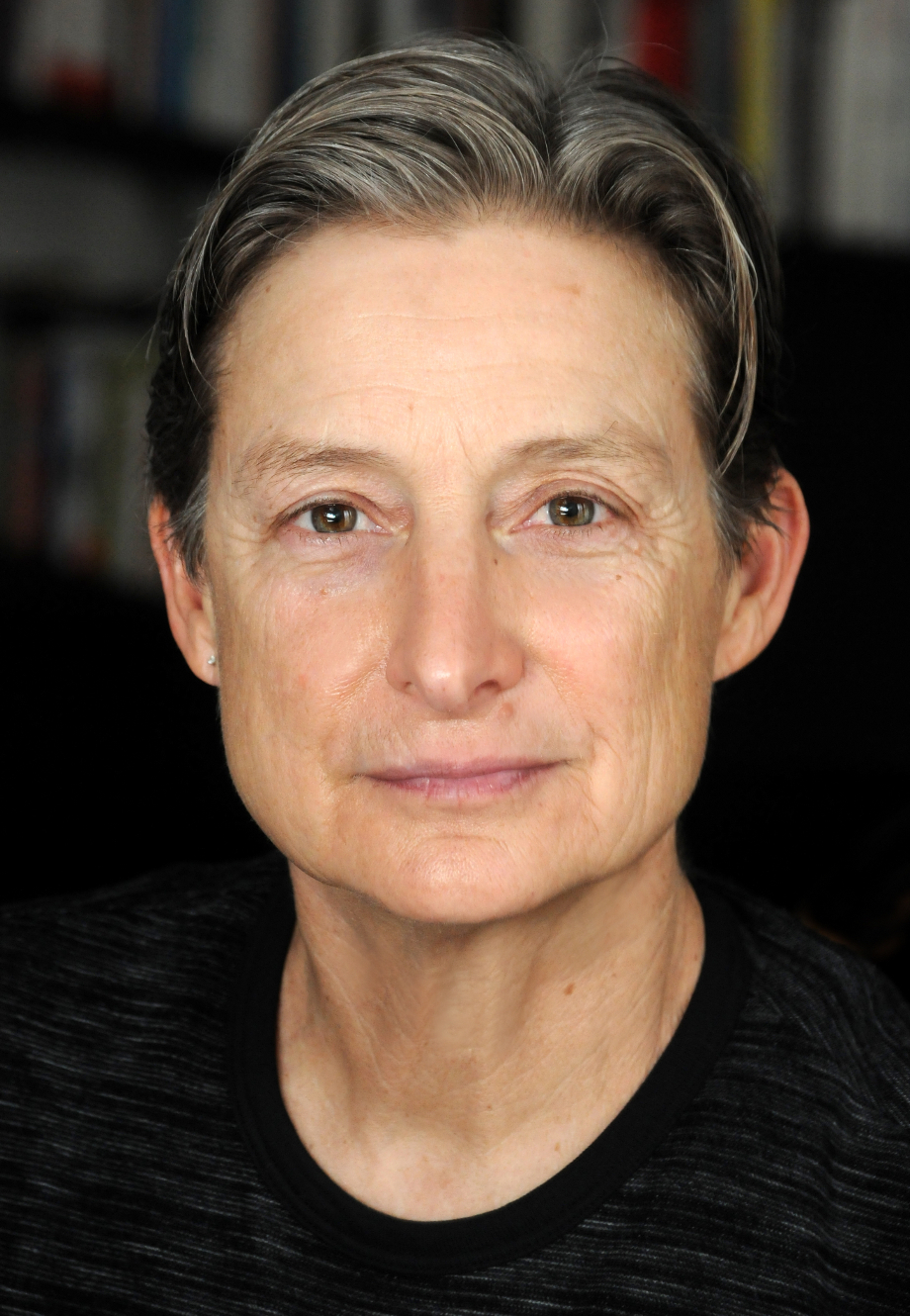
Judith Butler en 2013.

La pensée féministe récente doit d'ailleurs plusieurs développements à ces intellectuelles qui ont grandi avec des identités multiples. Le concept d'hybridité, dont la troisième vague féministe est fortement imprégnée, est développé par des femmes de couleur, l'Afro-Américaine Bell hooks entre autres, qui concilie sexe et race dans ses analyses des rapports sociaux. À l’instar de l’identité raciale, l’identité sexuelle est elle aussi un moteur important de ce féminisme centré sur la diversité. Par leur expérience d'un monde à la fois hétérosexuel et dominé par les hommes, plusieurs auteures lesbiennes font parallèlement émerger une pensée originale qui prend elle aussi en compte divers niveaux d’oppression. La théorie queer, telle que définie par les Américaines Judith Butler et Eve Kosofsky Sedgwick, propose un schéma d’analyse qui prend en compte l’orientation sexuelle et son corollaire, l’hétéronormativité, comme un élément majeur de l’oppression des femmes, et des humains dans leur ensemble. L'écrivaine Monique Wittig, dont l'œuvre La Pensée straight est présenté dans la mouvance queer comme une référence capitale, développe déjà, plus d'une décennie plus tôt, des théories allant dans ce sens, démontrant notamment en quoi l'hétérosexualité constitue un système politique.
En centrant leurs études sur la sexualité et la construction des genres, les théoriciennes queer remettent en même temps à l’avant-plan du débat féministe les préoccupations qui avaient passablement divisé le mouvement des femmes, en particulier dans les années 1980 : la pornographie, la prostitution et la transidentité.
Au-delà de ces questions précises, c’est la sexualité au complet qui bénéficie, avec l’émergence de la troisième vague, d’une attention nouvelle et d'une image plus positive. Ce discours, qui se proclame sex-positive aux États-Unis (Féminisme pro-sexe, en français), est notamment porté en France par les auteurs Virginie Despentes, Sam Bourcier et Paul B. Preciado[réf. souhaitée].

## Critiques
Une des critiques les plus récurrentes adressées à la troisième vague permet de faire ressortir le recul de ce sentiment d'appartenance qui avait uni les femmes autour d'une cause commune et d'une identité commune — l'identité « femme ».
La culture féministe des années 1960 et 1970, en valorisant constamment l'unité des femmes et la sororité entre elles, aurait engendré une réaction allant dans un sens opposé, avec comme résultat l'éclatement de l'identité « femme » en de multiples identités « hybrides »[réf. souhaitée] : femmes de couleurs, femmes lesbiennes, etc. Les détracteurs de la troisième vague font valoir qu'en se fragmentant dans une telle diversité, le mouvement des femmes courait le risque de voir ses troupes se désunir et se diviser progressivement, voire se détourner de son objectif premier, l'émancipation des femmes. Une critique similaire est amenée par Kristin Rowe-Finkbeiner dans son ouvrage The F-Word, paru en 2004. Elle souligne l'absence d'une cause commune et rassembleuse dans le concept de troisième vague, alors que les militantes de la première vague féministe s'étaient ralliées autour de la bataille pour le droit de vote, et celles de la deuxième vague, autour de la lutte pour l'égalité salariale et la fin de la discrimination basée sur le sexe. Les féministes de la troisième vague se disperseraient quant à elles dans une multitude de combats, souvent fragmentés et moins unitaires que ceux de leurs prédécesseurs.
Par ailleurs et plus largement, le découpage lui-même — en trois vagues bien distinctes, avec chacune son époque et son idéologie propres — ne fait pas l'unanimité. Son principal inconvénient, évoqué notamment dans un article publié en 2008 dans la revue Recherches féministes, est sa propension à montrer sous un angle uniforme et réducteur le mouvement des femmes dans chacune des vagues, alors qu'il faudrait plutôt faire valoir ses différences significatives. « Une typologie pensée en termes de vagues réduit, dévalorise et évacue la complexité ainsi que la diversité des idées qui parcourent l’histoire et l’actualité du mouvement féministe »[réf. souhaitée]. Par exemple, l'association systématique entre deuxième vague et féminisme radical, souvent suggérée par les penseurs de la troisième vague, écarte ou accorde moins d'importance à plusieurs autres courants politiques qui ont eux aussi traversé la deuxième vague, notamment le féminisme marxiste ou encore le lesbianisme radical. Un autre élément exploité pour souligner les limites théoriques du concept des vagues est la traversée de celles-ci. Par exemple, de « vieilles » féministes des années 1970 se reconnaîtraient davantage dans les idées de la troisième vague, alors que des féministes plus jeunes, appartenant aux générations X et Y, s'identifieraient plutôt au féminisme radical de la deuxième vague. Ou encore, des militantes de ce dernier groupe d'âge se revendiqueraient à la fois féministes radicales et actrices de la troisième vague. Les actes de transgression du découpage des vagues, de sortie des catégories étanches et de réclamation des appartenances multiples, incarnent un phénomène d'identification qui défie la théorisation du féminisme.